# エスカー

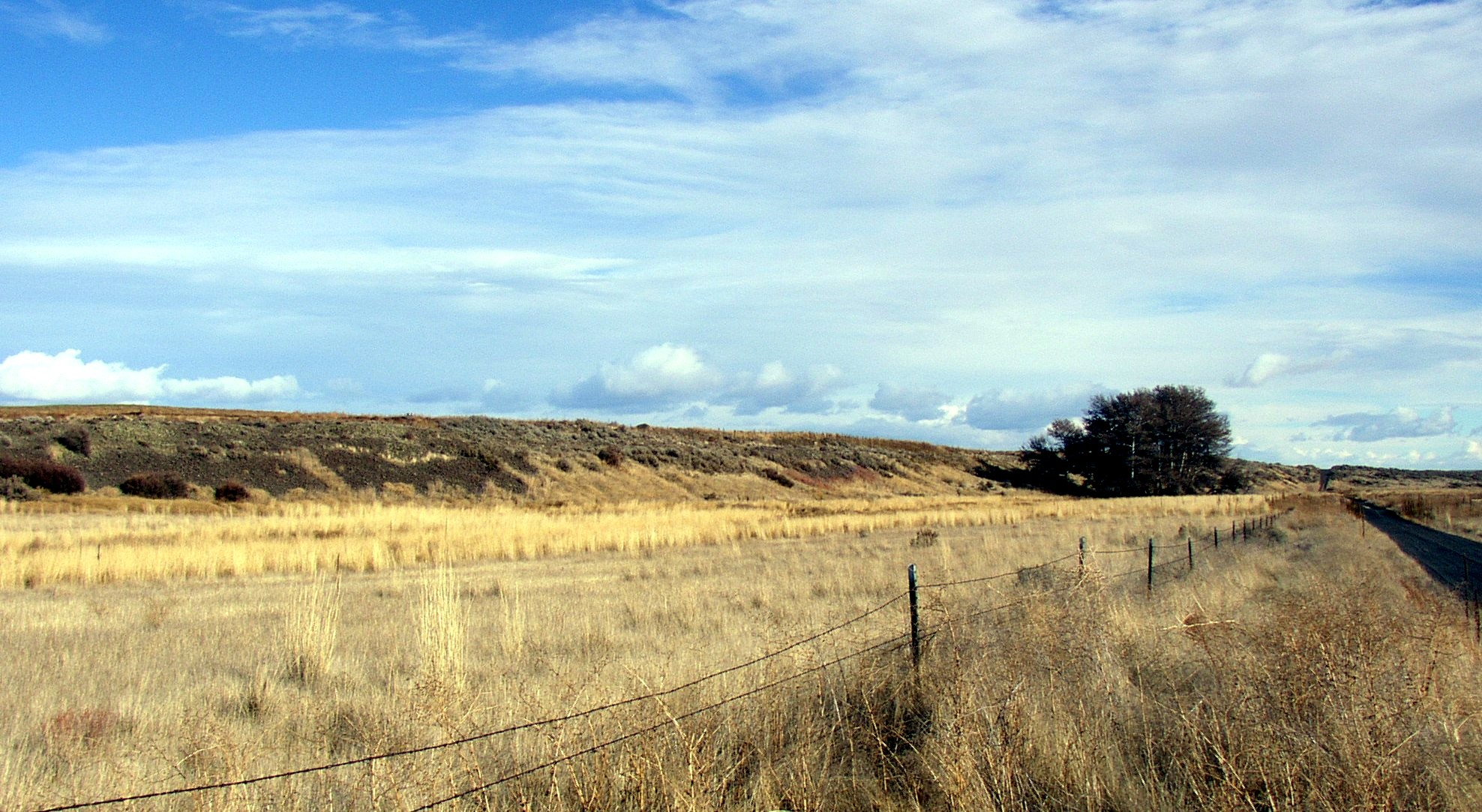
ワシントン州に存在するエスカー

エスカー（アイルランド語: eiscir, 英語:esker）とは、かつて氷河が削り出した砂や礫が堆積してできた、うねった細長い峰を持つ地形である。エスカーの峰の頂の部分は比較的平坦であるのに対し、峰への斜面は比較的急峻な斜面となっている。エスカーは氷河によって形成される地形であるため、氷河地形（glacial landform）の1種に数えられる。エスカーの語源はアイルランド語からきている。

## 概要
エスカーは、氷河衰退（退氷）時に形成される地形である。氷河を形成している氷の中には、それが流れてくる過程で岩盤から削り出した砂礫（ティル）が多量に含まれている。このティルが氷河が後退する時に残される（堆積する）ことによってできる地形としては、他にモレーンや氷堆丘などが挙げられるが、このエスカーもそんな地形の1種である。したがって、モレーンや氷堆丘などと同様に、エスカーも主に砂礫（ティル）によって形成されている。エスカーのサイズは様々であり、周囲よりも5m - 50m程度高く、幅は10m - 200m程度、長さは500m - 50000m（50km）程度の範囲にあるものが一般的とされる。ただし、中には途中途切れる場所こそあれ、長さ500kmに及ぶ長大なエスカーも存在する。エスカーの形状は、ちょうど河川に作られる人工の堤防のように、側面は急峻な斜面であるのに対し、頂部は平坦になっている。エスカーの形成され方は、主に2通りあると考えられている。1つは、後退中の氷河の前方にできる氷河の氷が融解した水の流れに沿って形成される場合。もう1つは、同じく後退中の氷河の下の氷に囲まれたトンネル（氷河底）に、やはり氷河の氷が融解した水が流れる場所に形成される場合である。いずれにしても、これら氷河が溶けつつある時にできる水流によってエスカーは形成される。典型的なエスカーはヨーロッパ北部やカナダなど、かつて氷河が広範に存在していた場所にしばしば見られる。